# Узбекабад
Узбекабад (тадж. Ӯзбекобод) — село в районе Джалолиддин Балхи Хатлонской области Республики Таджикистан. Входит в состав джамоата (сельской общины) им. Калинина района Джалолиддина Балхи.
Находится на расстоянии 16 км от райцентра (пгт. Балх), и 2 км до центра общины (с. Дехконобод).
Население — 4245 чел. (2017).